# Galeodes venator
Galeodes venator es una especie de arácnido  del orden Solifugae de la familia Galeodidae.

## Distribución geográfica
Se encuentra en el noroeste de África.